# Церковь Святого Николая Чудотворца (Изки)
Церковь Святого Николая Чудотворца (укр. Церква Святого Миколи Чудотворця) или же просто Николаевская церковь — деревянная церковь в селе Изки, Хустский район, Закарпатская область, Украина. Является классическим примером «верховинского барокко» и самым большим по размерам храмом среди так называемых памятников межгорской группы.

## Архитектура
Храм Николая в Изках наибольший по размерам среди всех памятников межгорской группы. В нём очень удачно найдены пропорции объёма и особенно ритм арок галереи-крыльца с шестью резьблёными столбиками и низкой аркадой на втором ярусе бабинца. Благодаря тому, что верхние арки меньше полкруга, они кажутся как бы сжатыми между опасанием и карнизом кровли церкви. Срезы кронштейнов, которые поддерживают опасание и кровлю крыльца, а также концы колод арки-выреза, соединяющие бабинец с нефом, сделаны рукой талантливого мастера.
Первоначально церковь построили из смерековых брусов в бойковском стиле с тремя верхами. На это указывают определённые элементы внутри сооружения. Сегодня церковь является классическим примером «верховинского барокко». С совершенным вкусом и чувством пропорций скомпонованы объёмы нефа, алтаря и высокой башни со стройным, чётко разработанным завершением. Опасание опирается на интересно профилированные выпуски брусов, красивая аркада крыльца спрятана за дощатыми стенами.
Угловые соединения смерековых брусов сделаны врубками в простой замок с двухсторонним вырезом и прямым скрытым шипом. Покрыта гонтом. К центральному прямоугольному срубу с запада и востока прилегают более узкие прямоугольные срубы. К западной стене бабинца пристроена ажурная двухъярусная галерея. Аркада верхнего яруса галереи обходит бабинец с трёх сторон. Коробовый свод нефа и плоское перекрытие бабинца накрыты высокой крышей. Над бабинцом возвышается квадратная каркасная колокольня, разделённая карнизом на две части, в верхней части с четырёх сторон расположены циферблаты. Башня увенчана многоярусным барочным завершением.
К северо-востоку от церкви построена высокая трёхъярусная квадратная каркасная колокольня. Её поддашье плавно переходит в вертикальный объём второго яруса, декорированного в верхней части узким арочным пояском. В третьем ярусе прорезаны прямоугольные отверстия, закрываемые ставнями. Колокольня покрыта четырёхскатной шатровой крышей с заломом. Нижний ярус башни зашит досками, второй — покрыт гонтом.
В довольно высокой башне использованы отдельные элементы древних оборонительных башен, но уже в декоративной трактовке. Её нижний ярус завершён очень широким опасанием с кровлей мягких контуров, которая плавно переходит во второй ярус, где по верху проходит пояс небольших бойниц-арок. Третий невысокий ярус колокольни увенчан пирамидальным верхом с одним заломом, как в бойковских храмах. Массив этого сооружения простой, членения ясные, а маленькие бойницы-арочки в завершении второго яруса контрастируют с его большими формами, благодаря чему она приобретает монументальное выражение.

## История

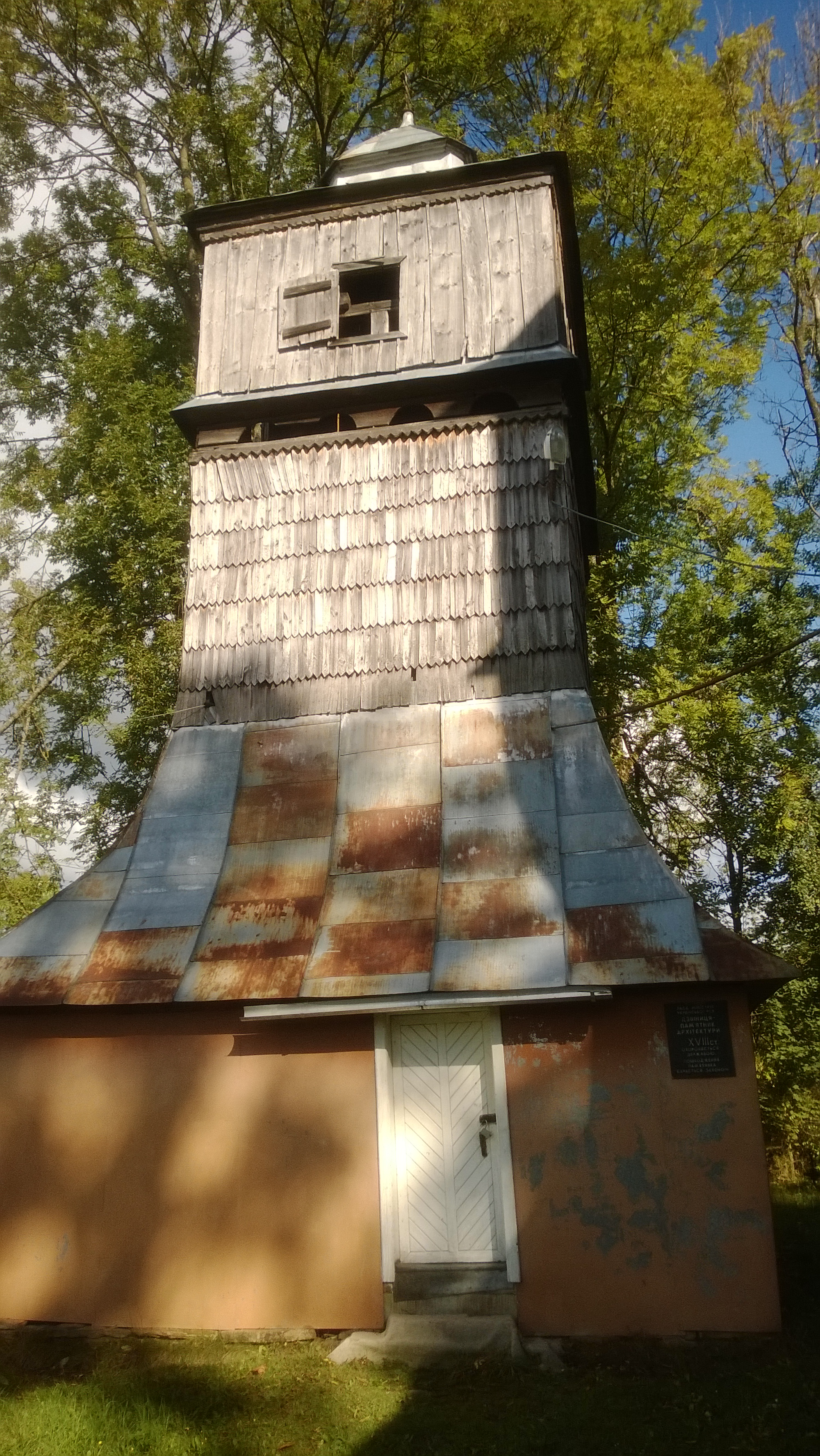
Колокольня церкви Святого Николая Чудотворца в Изках

В 1751 году в Изках было три деревянных церкви, а Николаевская в этот период ремонтировалась, а значит, она была построена по крайней мере в XVII веке или ещё раньше. 1798 год является годом перестройки церкви.
Результаты натуральных исследований позволяют предположить, что церковь была построена в XVII веке, от этого периода сохранились основные срубы стен, нижние венцы срубов и верхов и другие следы перестроек. При перестройке церковь приобрела свой сегодняшний облик.
В храме хранится чудесная икона Богородицы, названная выдающимся искусствоведом Григорием Логвиным «Закарпатской мадонной». К сожалению, вся старая живопись храма была недавно закрашена заблудшими «художниками». Сохранены образцы народной резьбы по дереву — иконостас XVIII века, подсвечники, деревянная люстра. Разные надписи донесли до нас имена людей, причастных к обустройству церкви: иконы святочного ряда «порисовал священник иерей Максим Марусинич», икону Тайной Вечери «справил иерей Григорий Лучинец…25 сентября 1730 года», икону Богоматери купил «Пётр Келечинский…за своё отпущение грехов», икону святого Николая «справил» священник иерей Пётр Криванич с семьёй.
Возле церкви стоит деревянная колокольня архаичной формы и редкостных пропорций. Это единственная на Закарпатье колокольня такого типа — вся устремлённая ввысь, она будто поддерживает вертикальный взлёт башни церкви. Сооружение — каркасное, широкая основа переходит выше опасания в высокий стройный объём. Голосницами служат окна со ставнями, а также низкая аркада. Художественно безукоризненно решена шатровая крыша колокольни с одним заломом. О колокольне, как и о церкви, заботятся как могут, постепенно увеличивая количество блях на ней. Башня церкви также покрыта металлом. Однако летом 2005 года усилиями общественности крыши получили новое гонтовое покрытие.
Храм в Изках является своеобразным музеем украинского искусства XVI-XIX веков. В нём хранится множество первоклассных произведений иконописи и декоративно-прикладного искусства. Икона «Богоматерь Одигитрия с пророками» принадлежит к вершинам украинской живописи XVI века: написанная только белилами, сажей и жёлтой и красной охрой, она создаёт удивительное впечатление изысканностью своего колорита. Её смело можно назвать «Закарпатской мадонной», так как здесь мастер дал свою интерпретацию образу Марии. Она не наследует ни строгий иератический тип Богоматери «Одигитрия», ни лирическое «Умиление». Художник пишет молодую матерь с младенцем на руках так, как в «Одигитрии», но придаёт ей другую позу: она слегка наклонила голову к ребёнку. Одной рукой Мария поддерживает дитя, а в другой держит веточку сирени. Серо-синий мафорий, написанный только сажей и белилами, украшает охристо-розовый лик Богоматери. У неё чудесный овал лица с мягким узким подбородком и очень широким лбом. На лице, модулированном лишь чёрной линией и лёгкими полутонами охристо-розового цвета, на котором еле-еле заметны красные уста, выделяются невероятно большие чёрные глаза с огромными зеницами. Её взгляд с выражением безмерной печали направлен как будто сам в себя. В этой иконе художник смог отразить не только страдания украинских женщин, их любовь и верность, но и печаль и горе всех матерей, смог создать возвышенный и поэтичный образ.
Живопись иконостаса (конец XVIII века) принадлежит мастеру необычного темперамента, который владеет большим декоративным чутьём, монументалисту по своей натуре. Широкая манера письма проявляет в нём прирождённого мастера фрески. Он любит типаж с широкими открытыми лбами, с большими глазами, фигуры стройных пропорций. Его образы по-настоящему народные, украинские, они выполнены с высоким достоинством, внутренней сосредоточенностью и величием.